# Sarcophage des Amazones

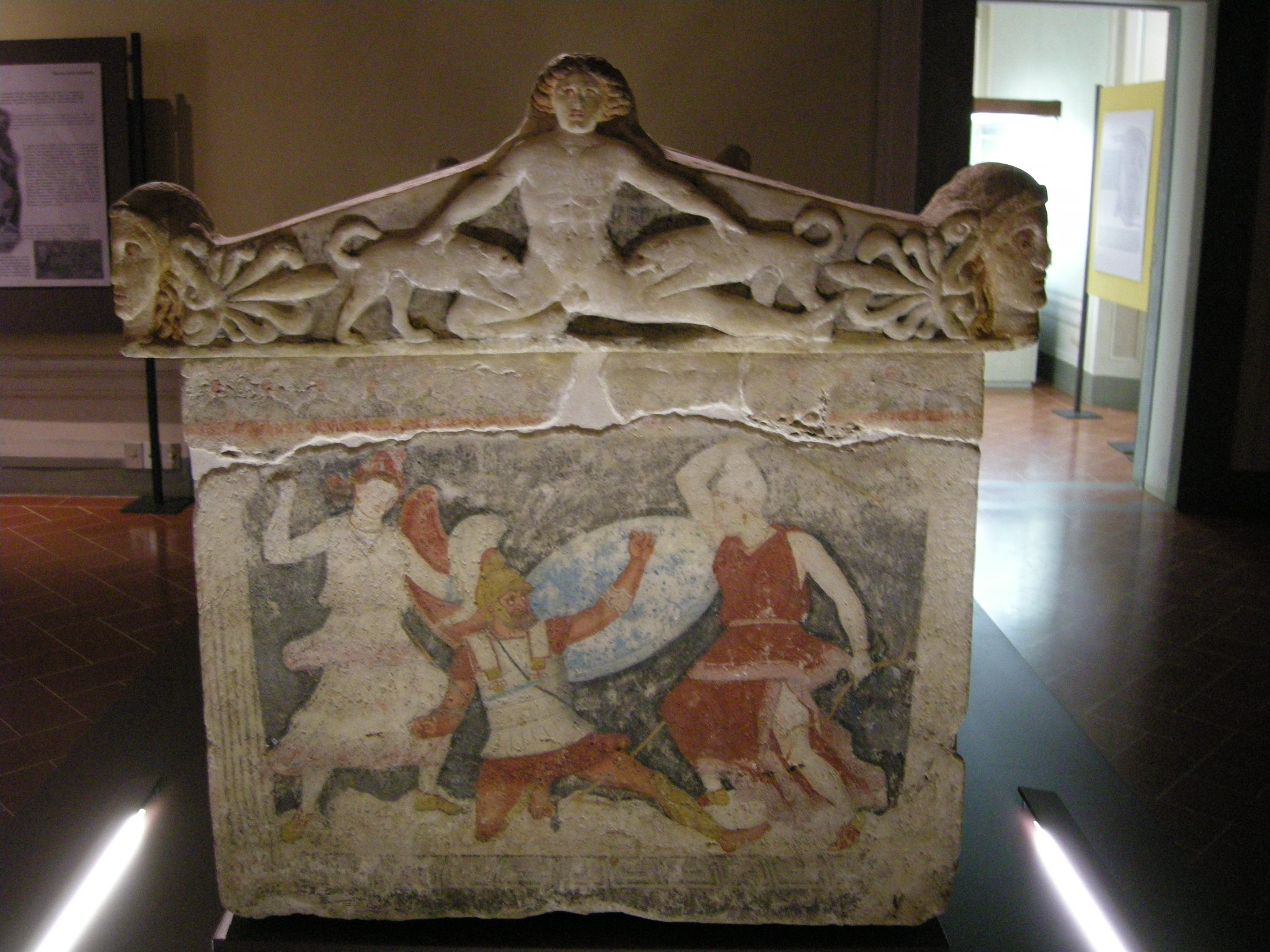
Face avant peinte.

Le Sarcophage des Amazones est un grand sarcophage étrusque d'inspiration hellénistique, qui date du IVe siècle av. J.-C., nommé ainsi par la présence de peintures et de bas-reliefs peints à thème mythologique sur le sujet des Amazones (Amazonomachie). 

## Histoire
Découvert à Tarquinia en 1869  avec un autre sarcophage similaire perdu, il est conservé aujourd'hui (restauré en 2007) au Musée archéologique national de Florence.
En albâtre calcaire, matériau inconnu en Italie, il est venu  probablement de Grèce dans une forme à moitié travaillée, puis habillée ensuite de peintures typiquement étrusques avec l'inscription Ramtha Huzcnai (TLE^2 122) en langue étrusque.
Le couvercle est de forme architectonique (simulant l'architecture d'un temple, avec les pignons et les piliers), et la base, plus simple,  a été  creusée dans un seul bloc provenant vraisemblablement d'Asie Mineure.